# Macdonald-Hotspot
Der Macdonald-Hotspot ist ein im südlichen Pazifischen Ozean gelegener Hotspot. Er befindet sich unterhalb des gleichnamigen Macdonald-Seamounts am Südostende der  Austral-Inseln Französisch-Polynesiens.

## Bezeichnung
Der Macdonald-Hotspot wurde nach dem amerikanischen Vulkanologen Gordon A. MacDonald benannt.

## Geographische Lage

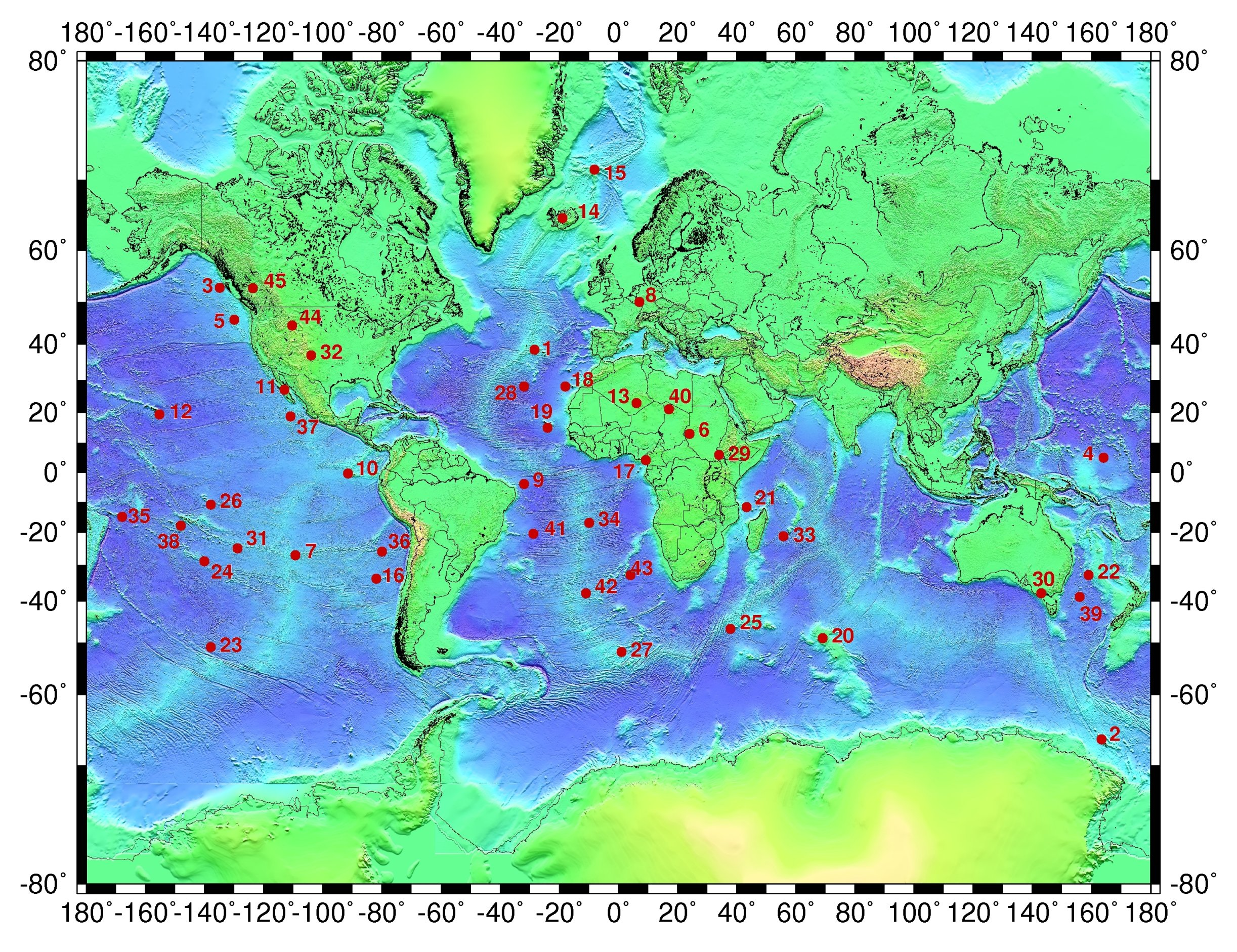
Weltkarte mit den bedeutenden Hotspots. Der Macdonald-Hotspot im Südpazifik ist Nummer 24

Der Macdonald-Hotspot liegt unterhalb des gleichnamigen Seamounts am Südostende der Austral-Inseln, etwa 340 Kilometer südöstlich von Marotiri. Er ist unmittelbar verantwortlich für den Macdonald-Seamount und möglicherweise auch für die weiter nordwestlich anschließende Vulkankette der Austral- und Cookinseln. Altersdatierungen legen jedoch nahe, dass neben dem Macdonald-Seamount noch andere Hotspots an diesen beiden Inselketten beteiligt waren. Tokelau, die Gilbertinseln, die Phönixinseln sowie mehrere Seamounts und Inseln in den Marshallinseln dürften ebenfalls auf den Macdonald-Hotspot zurückgehen.

## Regionalgeologische Übersicht
Hotspots werden meist als Manteldiapire (Englisch mantle plumes), die in der ozeanischen Kruste Magmen erzeugen, erklärt. Möglicherweise entstehen sie aber auch durch eine Reaktivierung alter Lithosphärenstrukturen – beispielsweise Brüche, die sich unter Zugspannung gebildet hatten. Neben dem Macdonald Seamount werden auch aktive Vulkane auf Hawai'i, der Bounty-Seamount auf Pitcairn, Vailulu'u auf Samoa und Mehetia/Teahitia in den Gesellschaftsinseln als Hotspots angesehen.
Der Vulkanismus im Südpazifik wird meist mit dem so genannten South Pacific Superswell in Verbindung gebracht – ein Gebiet, das gegenüber dem restlichen Ozeanboden durchschnittlich um bis zu 700 Meter höher liegt. In ihm befinden sich mehrere kurzlebige Vulkanketten, darunter die bereits erwähnten Hotspots zuzüglich dem Arago-Hotspot, die Marquesas-Inseln und Rarotonga. Unter dem South Pacific Superswell konnte mit seismischen Verfahren im Erdmantel eine Aufquellregion ausgemacht werden, die aber wegen Mangels an seismischen Messstationen tomographisch nur undeutlich erfasst wurde. Im konkreten Fall des Macdonald-Hotspots sieht es so aus, als ob im Erdmantel eine Niedriggeschwindigkeitsanomalie ab 1000 Kilometer Tiefe bis an die Oberfläche reicht, gleichzeitig aber noch einer weit umfangreicheren, unterhalb von 1000 Kilometer angesiedelten Anomalie aufsitzt. Diese Beobachtung wurde mit einem Superplume, einem riesigen Manteldiapir, in Verbindung gebracht. Superplumes werden beispielsweise auch als Verursacher riesiger ozeanischer Plateaus angesehen, so das aus der Kreide stammende Ontong-Java-Plateau. Superplumes entstehen an der Erdkern/Erdmantelgrenze und spalten sich dann im Oberen Mantel in sekundäre Hotspots auf, wie dies beim Macdonald-Hotspot und dem Hotspot der Gesellschaftsinseln der Fall zu sein scheint.

## Geologie der Austral- und Cookinseln
Die Vulkanbauten der Austral- und Cookinseln verdanken ihre Existenz sehr wahrscheinlich dem Macdonald-Hotspot, über den die Pazifische Platte mit einer durchschnittlichen Geschwindigkeit von 100 bis 110 Millimeter/Jahr in westnordwestlicher Richtung hinwegglitt. Die Austral-Inseln werden bis zum vulkanisch aktiven Macdonald-Seamount an ihrem südöstlichen Ende von einer 300 bis 500 Meter hohen topographischen Aufbeulung (Englisch swell) unterlagert. Die Inselgruppe geht offensichtlich mit einer zeitlich linearen Abfolge konform, da sie (mit Ausnahme von Marotiri, das wegen eines fehlenden Saumriffs der Wellenerosion ungeschützt ausgeliefert war) morphologisch in Richtung Südosten progressiv weniger stark von der Erosion betroffen sind. Es finden sich aber in der Nähe der Inselgruppe Guyots, von denen einige sekundäre Vulkane tragen. Diese Guyots sind womöglich wesentlich älter und ihr sekundärer Vulkanismus ist vielleicht auf Lithosphärenanomalien zurückzuführen, welche periodisch aktiviert wurden und neue Magmen generierten.
Darüber hinaus haben Altersdatierungen ergeben, dass ausgehend vom Macdonald-Seamount in der Cook-Austral-Kette keine eindeutige Altersabfolge besteht. In Wirklichkeit scheint die Kette aus zwei unterschiedlichen Lineamenten zusammengesetzt zu sein. Für ihre Entfernung vom Macdonald-Seamount sind Atiu und Aitutaki ausgesprochen jung, und auch Rarotonga ist immerhin 18 bis 19 Millionen Jahre jünger, als eine Situierung auf dem Macdonald-Trend erwarten ließe. Im Fall der jüngeren Vulkanite auf Rurutu muss ein anderer Hotspot hinzugezogen werden, der Arago-Hotspot. Die älteren Vulkanite Rurutus liegen aber auf dem Macdonald-Trend. Tubuai und Raivavae wiederum sind zu alt, um vom Macdonald-Hotspot erzeugt worden zu sein – gleiches gilt auch für Gesteinsproben aus den tieferen Sockelbereichen einiger Vulkane. Möglicherweise wurden diese vergleichsweise alten Beispiele durch den Foundation-Hotspot generiert. Anmerkung: Turner und Jarrard (1982) hatten für Tubuai und Raivavae auch jüngere Alter gefunden.
Ein zusätzliches Problem stellt die variable chemische Zusammensetzung zwischen den einzelnen Inseln dar. Auch einige der Cookinseln kommen nicht direkt auf das rekonstruierte Lineament des Macdonald-Hotspots zu liegen. Diese Diskrepanzen lassen sich eigentlich nur mit der Anwesenheit mehrerer Hotspots erklären. Das Neuerwachen des erschlafenen Vulkanismus wie im Falle Rurutus dürfte auf das Überfahren eines anderen Hotspots zurückzuführen sein.
Das angetroffene hohe Helium-3 zu Helium-4 Verhältnis gilt allgemein als Indiz, dass Magmen von Hotspot-Vulkanen dem tiefen Erdmantel entstammen. Die Heliumproben vom Macdonald-Seamount bekräftigen dies und sprechen gegen einen krustalen Ursprungsherd der Magmen. Die Möglichkeit der Existenz von mit primitiver Helium-Anreicherung durchdrungener Lithosphärensektoren ist jedoch durchaus nicht auszuschließen.

## Vulkanbauten auf dem Hotspot-Verlauf
Folgende Vulkanbauten wurden möglicherweise vom Macdonald-Hotspot verursacht:
- Macdonald-Seamount.
- Rá-Seamount. Liegt zwar auf dem Lineament, hat aber ein zu hohes Alter.
- Marotiri, Rapa, Raivavae, Tubuai sowie die älteren Vulkanite von Rurutu.[15] Isotopenanalysen bestätigen die Korrelation. Zwischen Raivavae und Rapa tritt eine Änderung in der Isotopenzusammensetzung ein, die eventuell durch das Überschreiten der Austral Fracture Zone bedingt wird.[16] Auch auf Marotiri sind wie beim Rá-Seamount zu hohe Alter gefunden worden, möglicherweise gehen beide auf denselben Magmenherd zurück.
- Neilson-Bank. Das einzige bisher bekannte Alter von fraglicher Qualität ist zu alt.
- ZEP 2-19 (Seamount) mit einem eventuellen Alter von 8,8 Millionen Jahren (Miozän, Tortonium).
- Mangaia.[17]
- Rarotonga. Der Vulkanismus fand vorwiegend im Oligozän statt, es sind aber auch jüngere Alter bekannt.[18]
- Rose-Atoll und Malulu-Seamount (Samoa), wenn ihr Alter von 40 Millionen Jahren (Eozän, Bartonium) richtig sein sollte.[19]
- Tokelau, anhand von Plattenrekonstruktionen und Isotopendaten.[20]
- Gilbertinseln. Dies würde wie im Fall der nicht gleichaltrigen Hawaii-Emperor-Kette einen Knick im Lineament bedeuten.[21]
- Phönixinseln, 43 bis 66 Millionen Jahre alt (Eozän, Lutetium, bis Oberkreide, Maastrichtium).
- Die nördlichen Marshallinseln. Sie befanden sich zwischen 100 und 150 Millionen Jahren (Tithonium bis Albium) über dem Macdonald-Hotspot.[22] Später wurden einige Seamounts und Atolle vom Arago-Hotspot, vom Rarotonga-Hotspot und vom Hotspot der Gesellschaftsinseln beeinträchtigt – was zu einem komplexen vulkanischen Geschehen und zur Heraushebung führte.
  - Der mittelkretazische Guyot Aean-Kan.
  - Die nördliche Ralik-Kette. Sie wurde eventuell ebenfalls vom Macdonald-Hotspot geprägt, dennoch lassen Unsicherheiten in der Plattenrekonstruktion vor 90 Millionen Jahren (Turonium) Zweifel aufkommen.
  - Erikub-Atoll. Der Arago-Hotspot kam jedoch wesentlich näher.[23]
  - Der Lokkworkwor-Seamount und der Lomjenaelik-Seamount mit spätkretazischem Vulkanismus.
  - Der Lobbadede-Guyot und der Lewa-Guyot mit Vulkanismus des Aptiums und Albiums. Am Lobbadede-Guyot lebte der Vulkanismus wegen des Arago-Hotspots vor 82,4 Millionen Jahren (Campanium) erneut auf.
  - Der Lo-En-Seamount aus dem Albium.
  - Wodejebato-Seamount und Ruwituntun-Seamount mit Vulkanismus des Aptiums/Albiums. Die beiden Seamounts wurden später ebenfalls vom Arago-Hotspot erfasst – gleichzeitig kam es zu vulkanischen Tätigkeiten auf dem Bikini-Atoll und auf Rongelap.[24]

## Photogalerie

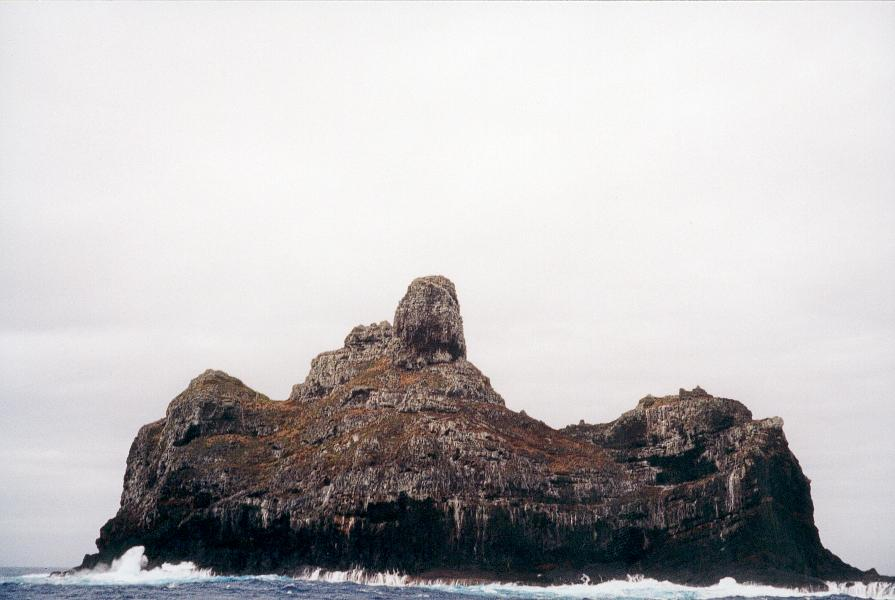
Marotiri
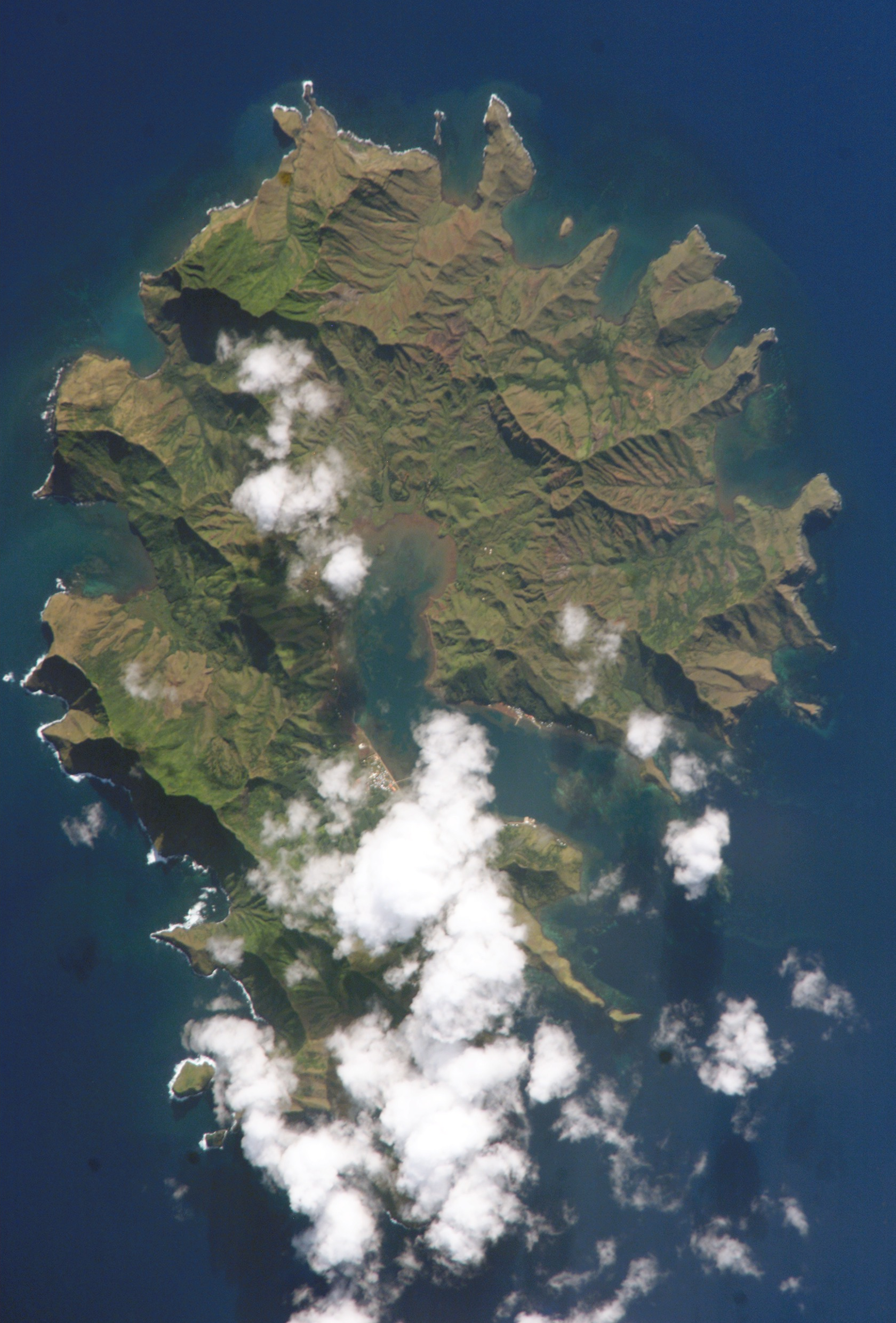
Rapa
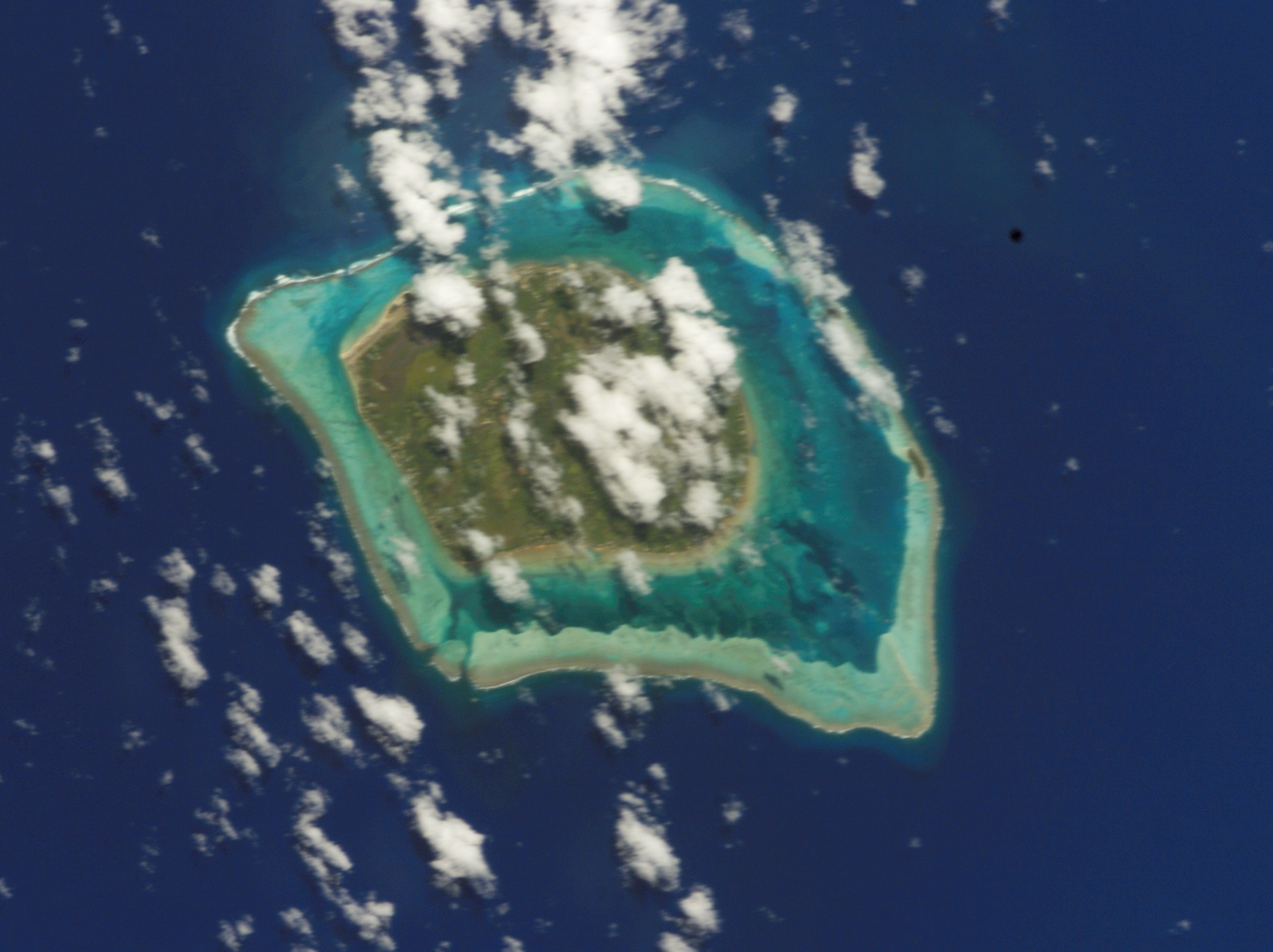
Tubuai
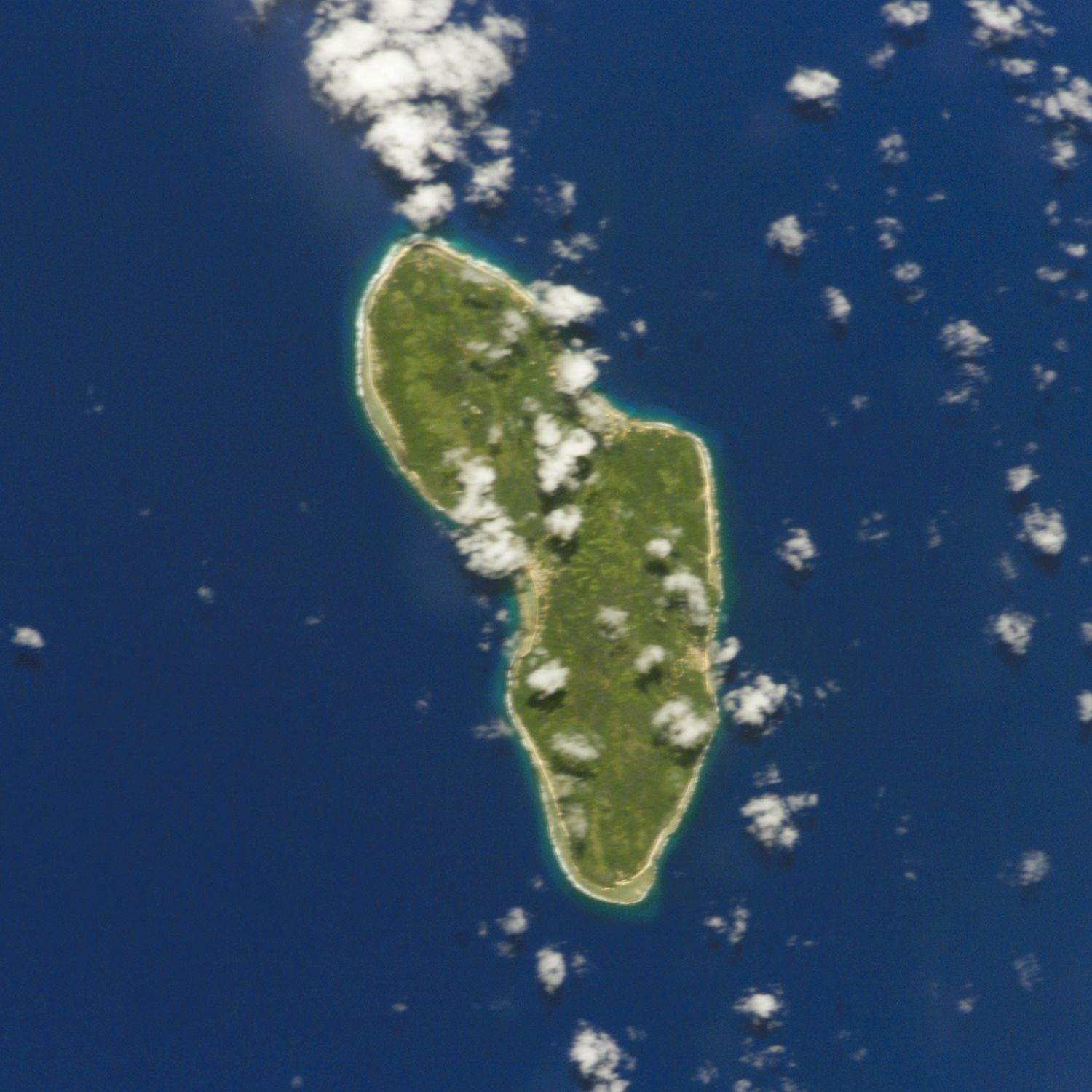
Rurutu
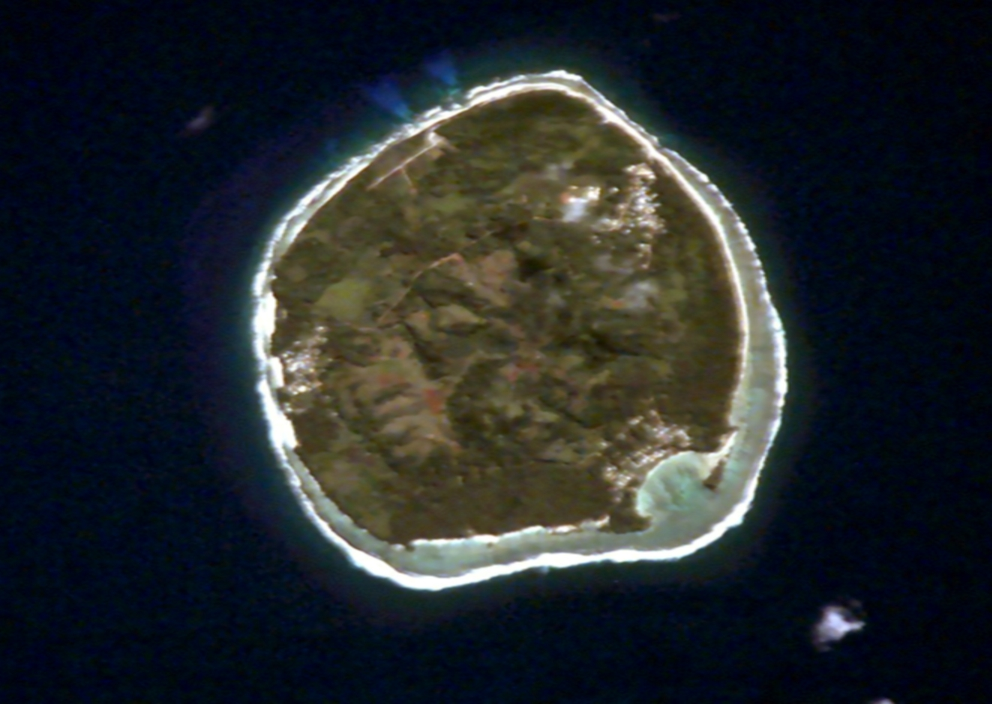
Rimatara
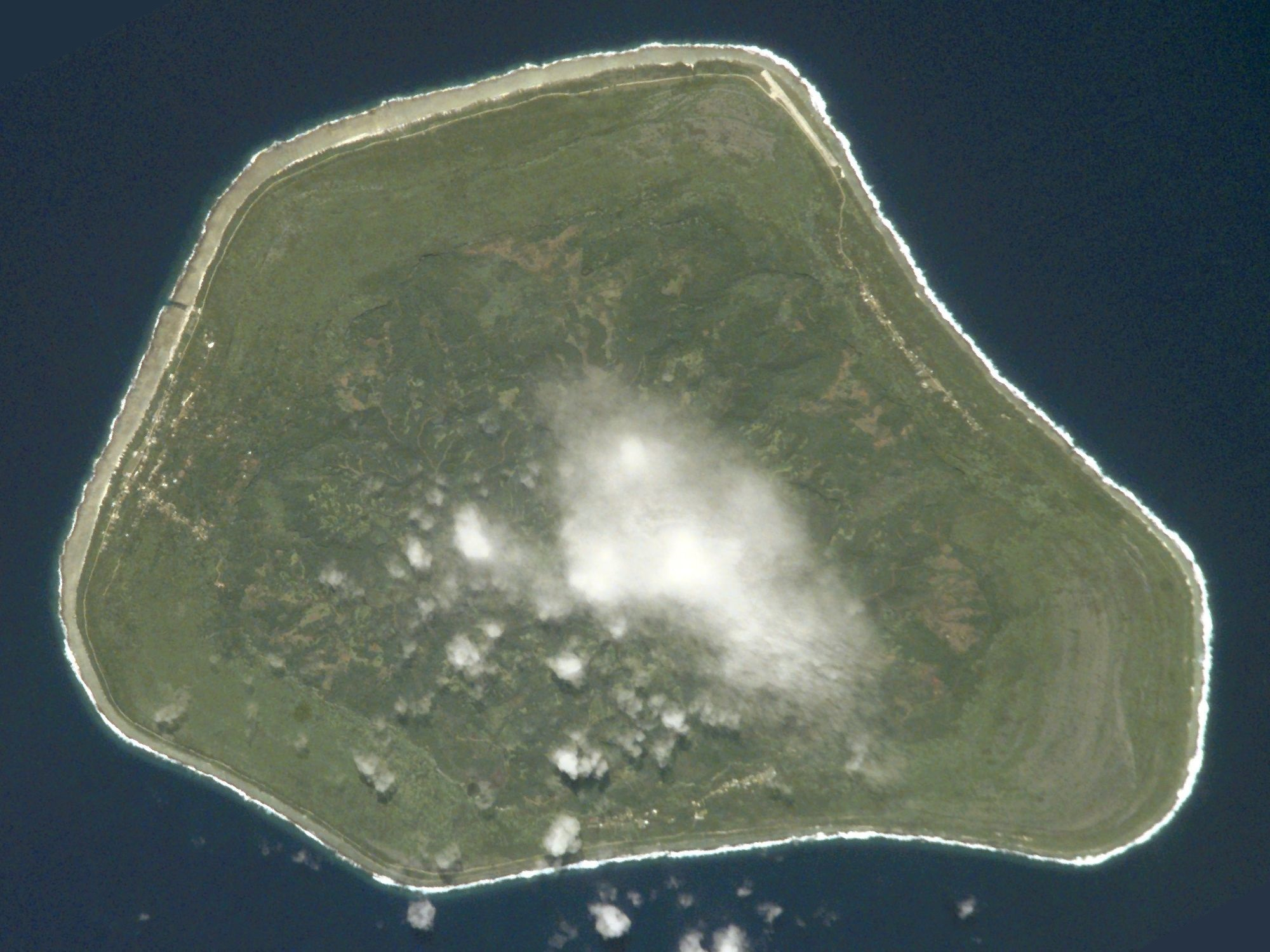
Mangaia
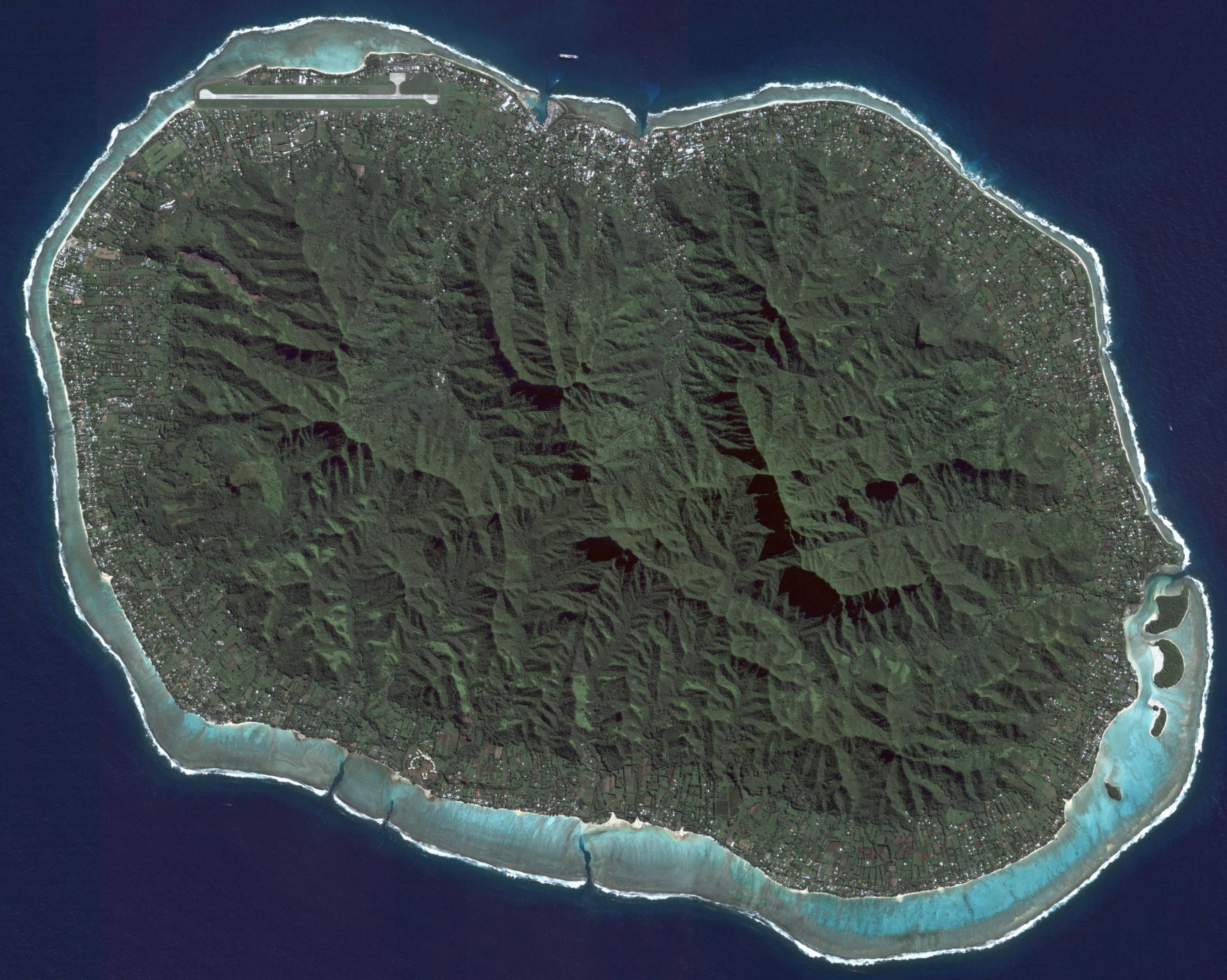
Rarotonga
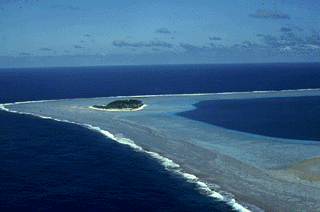
Rose-Atoll
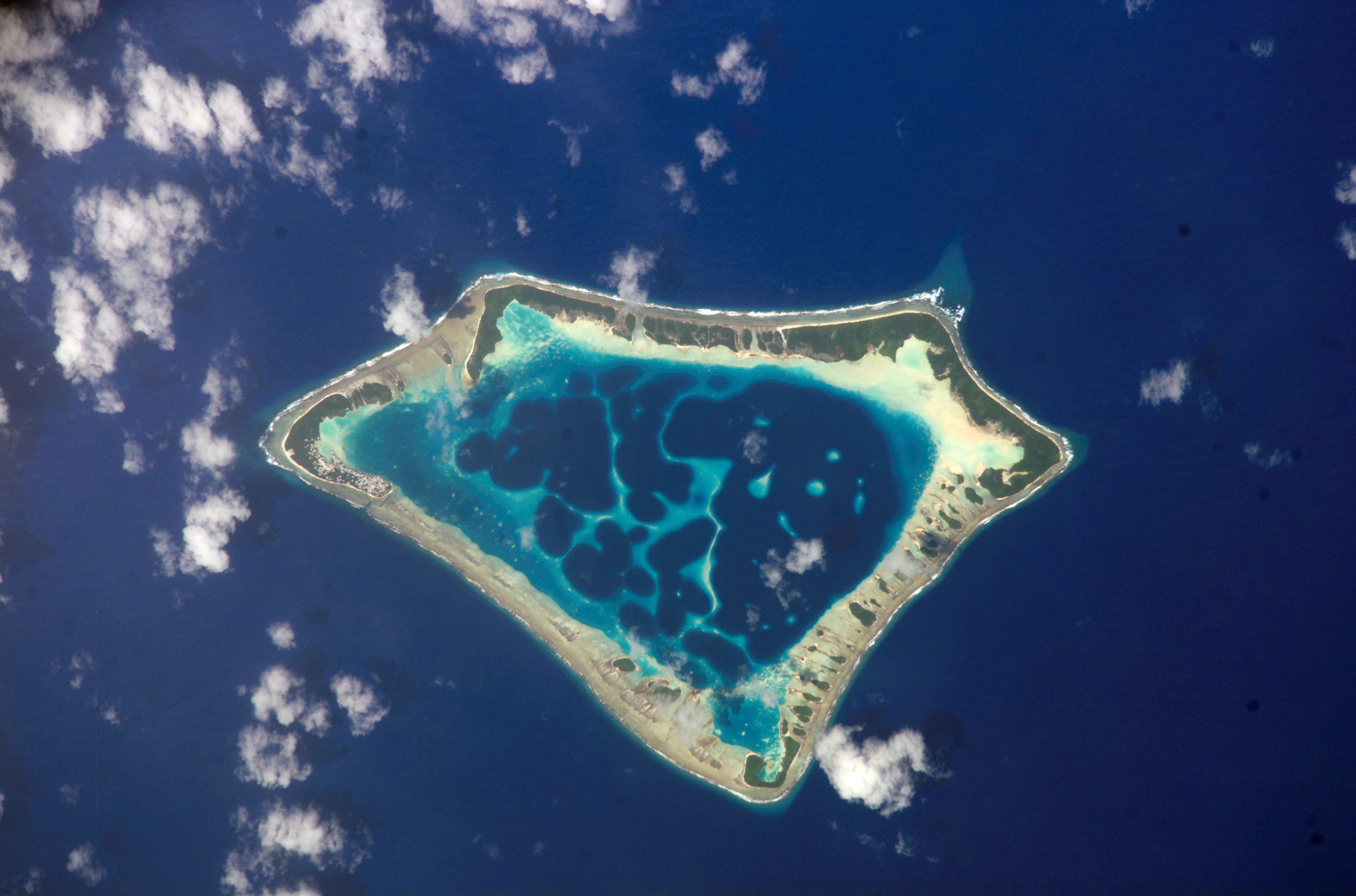
Tokelau, Atafu-Atoll
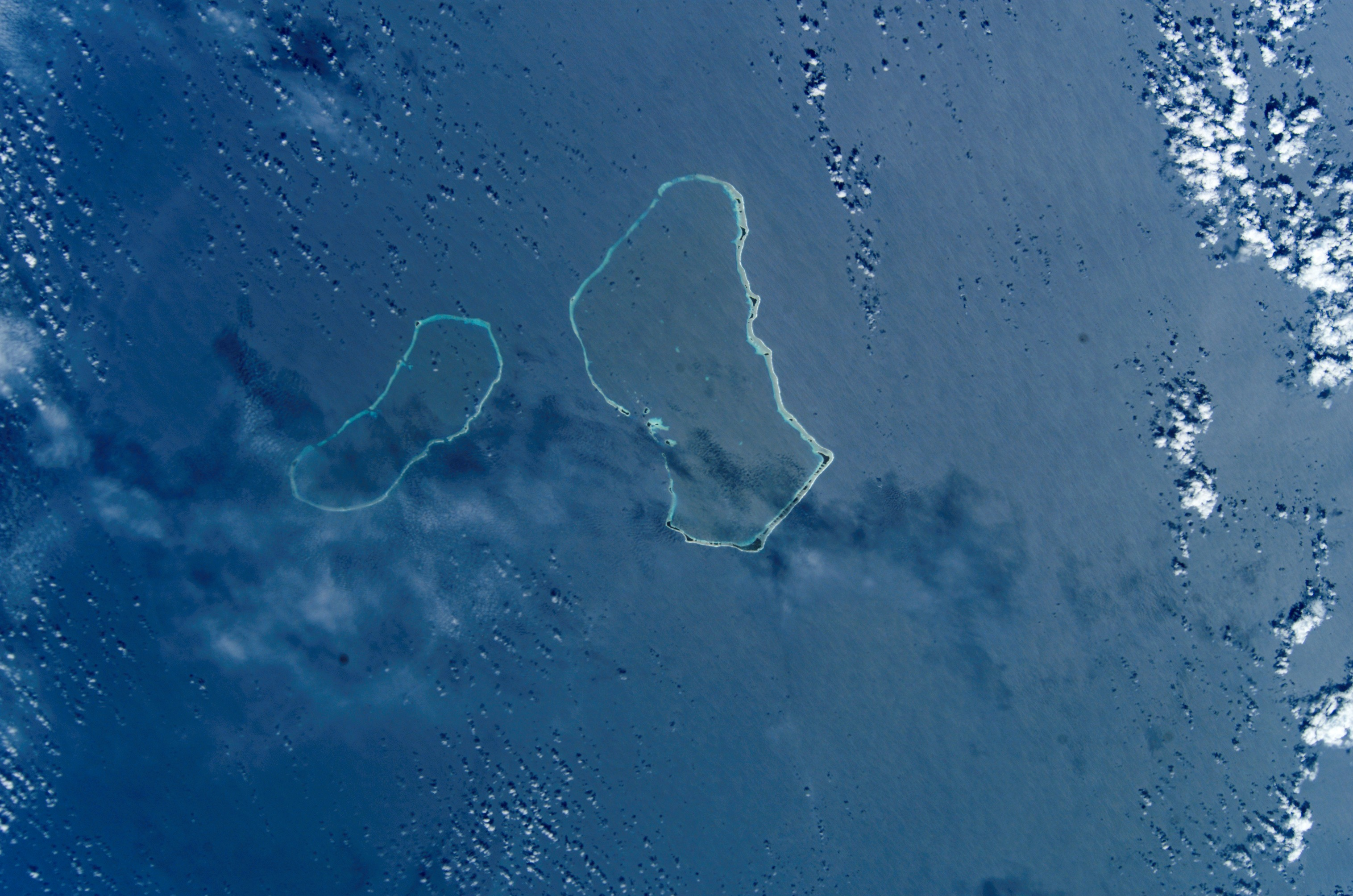
Erikub-Atoll